# Naturkompaniet

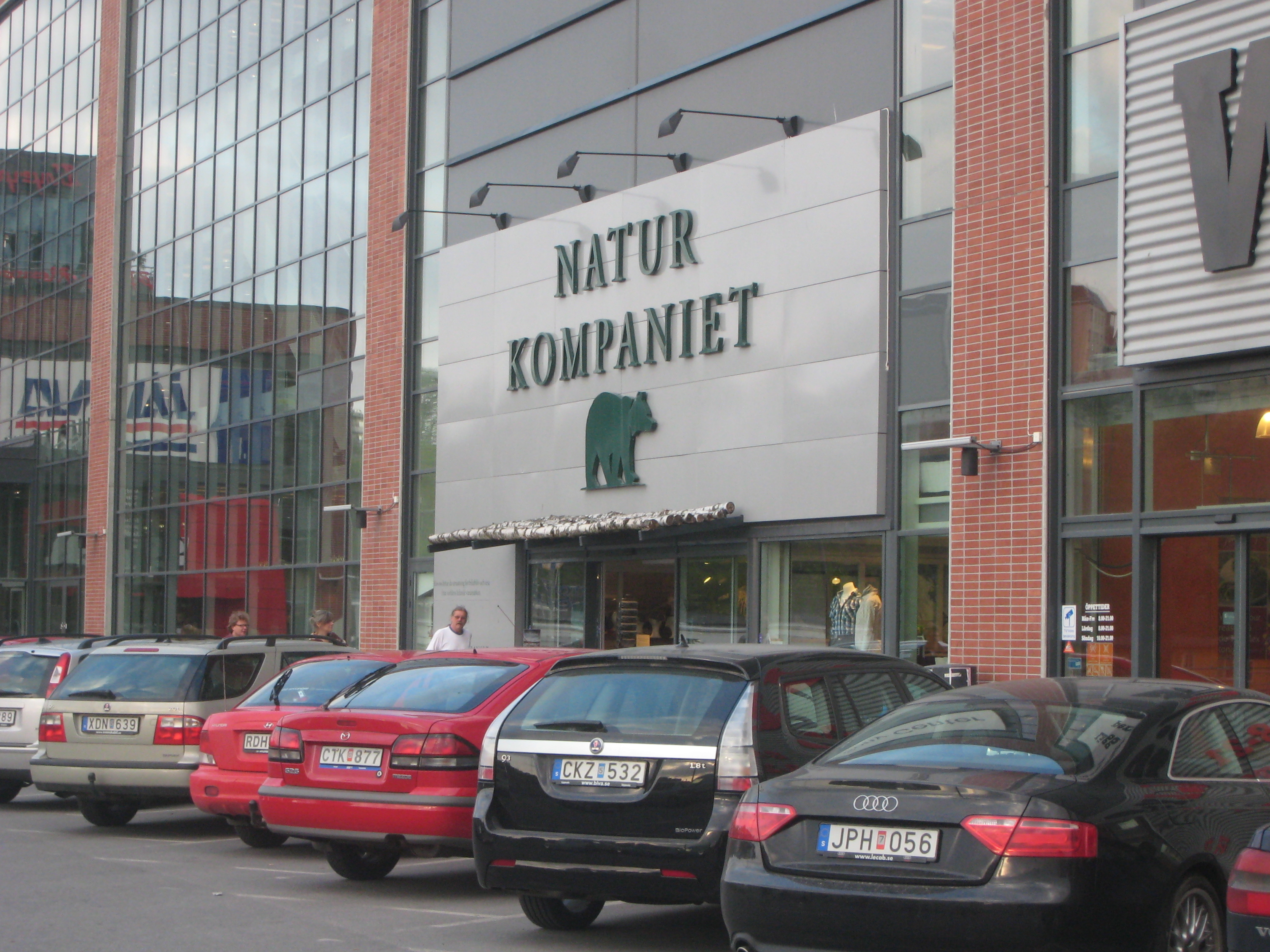
Naturkompaniets butik i Sickla.

Naturkompaniet är en svensk detaljhandelskedja som säljer friluftskläder och friluftsutrustning. Företaget grundades 1931 av den svenska scoutrörelsen under namnet AB Scoutvaror. 1951 ändrade man namnet till Friluftsmagasinet Scoutvaror AB och 1991 blev det slutligen Naturkompaniet. 
Friluftsbolaget AB förvärvade år 2000 Naturkompaniet. Under hösten 2001 förvärvade Fenix Outdoor AB Friluftsbolaget och beslut togs att driva all verksamhet under namnet Naturkompaniet. Fenix Outdoor AB är ett börsnoterat bolag på Stockholmsbörsens O-lista. Naturkompaniet har ett 30-tal butiker i Sverige.